# 祖阿里考

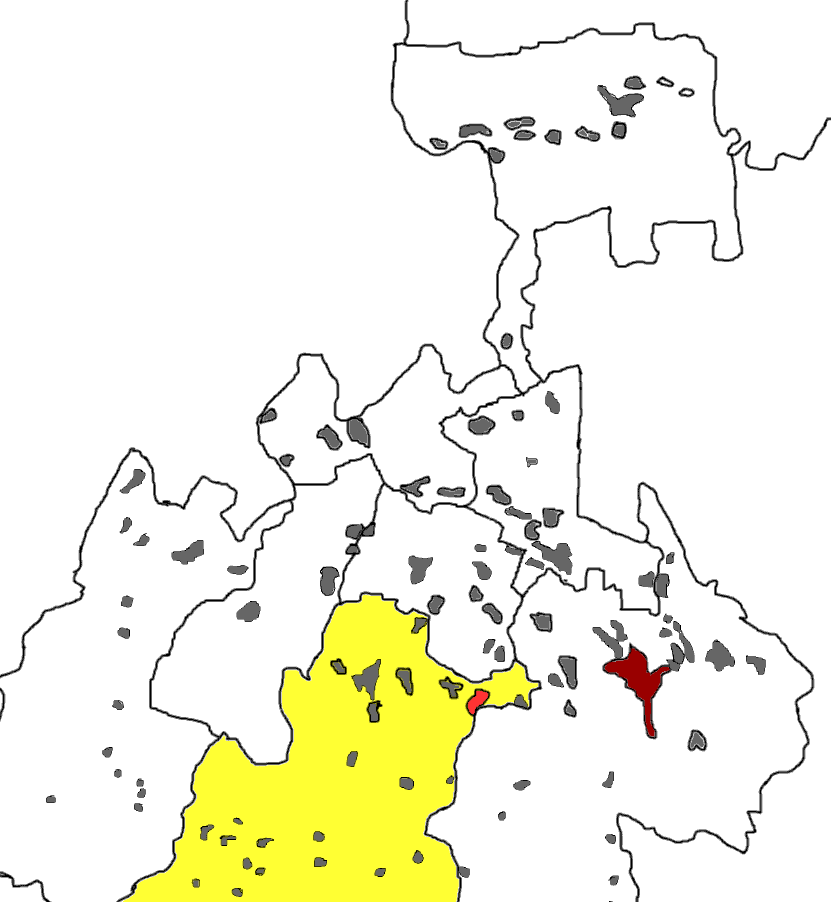
祖阿里考，俄罗斯北奥塞梯的一个村庄

祖阿里考（俄语：Дзуарикау）是俄罗斯北奥塞梯的一个村庄，通往南奥塞梯的天然气管线祖阿里考－茨欣瓦利管线始于这个村庄。